# I Am Spock
I Am Spock (dosł. Jestem Spockiem) – autobiografia Leonarda Nimoya, wydana po raz pierwszy w Stanach Zjednoczonych w 1995 roku. Jest drugą tego typu książką w dorobku autora, zaś jej tytuł stanowi bezpośrednie odniesienie do pierwszej autobiografii Nimoy, wydanej w 1975 roku i zatytułowanej I Am Not Spock.  

## Opis treści
Tekst opowiada o karierze Nimoya od początku jego występów aktorskich aż do czasów bezpośrednio poprzedzających wydanie książki. Szczególnie dużo miejsca zajmują wspomnienia związane z udziałem autora w popularnym cyklu seriali i filmów Star Trek. Niezwykle ważną dla Nimoya kwestią jest relacja między nim jako aktorem a jego postacią ze Star Trek – komandorem (później ambasadorem) Spockiem. Chcąc unaocznić czytelnikowi wyjątkową więź łączącą artystę i jego najsłynniejszą rolę, tekst książki przetykany jest licznymi dialogami, prowadzonymi przez Nimoya i Spocka, tak jakby byli dwiema autonomicznymi istotami w jednym ciele.